# F5ve
F5ve (estilizado en minúsculas y pronunciado "fi-vee") es un grupo femenino japonés formado en 2022 como SG5 (abreviatura de Sailor Guardians 5) por LDH. Las cinco miembros del grupo son Sayaka, Rui, Ruri, Kaede y Miyuu. Su productor ejecutivo es BloodPop.
Como SG5, el grupo se basó en la serie de manga y franquicia Sailor Moon. Lanzaron su sencillo debut, "Firetruck", en 2023, antes de cambiar su nombre a F5ve en 2024, cuando lanzaron los sencillos "Lettuce" y "Underground". A 2024  El grupo trabaja bajo la compañía discográfica Three Six Zero Recordings.

## Historia
Antes de la formación de F5ve, sus miembros Sayaka y Kaede eran miembros del grupo femenino japonés E-girls y su subgrupo Happiness, que era liderado por Miyuu y también contenía a Ruri. Rui debutó en 2021 como miembro del grupo femenino iScream, y también fue miembro de los grupos Deluxe Colors! y Kizzy. También lanzó una serie de proyectos en solitario antes de unirse a F5ve.
Como SG5, el grupo se basó inicialmente en la franquicia de manga Sailor Moon, y actuó frecuentemente para su creadora Naoko Takeuchi durante su formación para poder utilizar oficialmente la propiedad intelectual de la franquicia. Realizaron su primera actuación como SG5, que se convirtió en el primer grupo femenino basado oficialmente en Sailor Moon, en el Anime Central en Illinois en mayo de 2022. Debutaron oficialmente en Estados Unidos en junio de 2022 y firmaron con WME en septiembre de 2022. En la Anime Expo de Los Ángeles, en julio de 2022, el grupo realizó dos conciertos. Su sencillo debut, "Firetruck", fue lanzado con un video musical en febrero de 2023, y fue producido por BloodPop, quien se convirtió en el productor ejecutivo y director creativo del grupo.
El grupo hizo su debut bajo el nombre de F5ve con el sencillo "Lettuce" en mayo de 2024, celebrando también el Mes del Orgullo en TikTok con un mensaje. Su siguiente sencillo, "Underground", fue lanzado en julio de 2024 a través de Three Six Zero Recordings. En octubre, F5ve lanzó el sencillo "UFO" junto con su videoclip. Su vídeo musical fue filmado en Akihabara.
En medio de la creciente atención internacional de Rosalía, AG Cook y Grimes, anunciaron la fecha de lanzamiento de su álbum debut, Sequence 01, en marzo de 2025, y también lanzaron su sencillo "Magic Clock". El vídeo musical de la canción fue dirigido por Crystalline Structures Studio, y presenta a Tsurugi de la banda Psychic Fever. Sequence 01 fue producido por BloodPop, con producción adicional de Cook, Hudson Mohawke y otros.

## Discografía
| Título                                        | Año  | Álbum              |
| --------------------------------------------- | ---- | ------------------ |
| "Firetruck"                                   | 2023 | Sequence 01        |
| "Lettuce"                                     | 2024 | Sequence 01        |
| "Underground"                                 | 2024 | Sequence 01        |
| "UFO"                                         | 2024 | Sequence 01        |
| "UFO" Remix con Dorian Electra y Count Baldor | 2025 | Sencillo sin álbum |
| "Magic Clock"                                 | 2025 | Sequence 01        |